# Soszów Mały
Soszów Mały (762 m n.p.m.) – szczyt w Paśmie Stożka i Czantorii w Beskidzie Śląskim. Grzbietem przez szczyt biegnie granica państwowa pomiędzy Polską a Czechami.
Znajduje się w głównym grzbiecie pasma, między Soszowem Wielkim a przełęczą Beskidek. Stoki wschodnie (polskie) opadają do potoku Jawornik i wcina się w nie dolinka jego dopływu, w stoki zachodnie (czeskie) wcinają się dolinki dwóch dopływów potoku Střelmá. Soszów Mały jest porośnięty lasem, ale są w nim polany. Polska część stoków znajduje się w granicach miasta Wisła w województwie śląskim, powiecie cieszyńskim.
Grzbietem przez szczyt biegnie polski pieszy, znakowany kolorem czerwonym szlak turystyczny z Wielkiej Czantorii na Soszów Wielki i dalej na Stożek Wielki (Główny Szlak Beskidzki). W przeszłości równolegle do niego biegł niebieski szlak czeski.